# Эстрович, Виктор Абрамович
Виктор Абрамович Эстрович (1881, Россиены, Ковенская губерния, Российская империя — 1941, Харьков) — российский и советский архитектор еврейского происхождения.

## Биография
Виктор Абрамович Эстрович родился в Ковенской губернии Российской Империи, в еврейской семье.
Окончил Институт гражданских инженеров императора Николая I (1907). Работал в Харькове с 1912 г. Начинал своё творчество в стиле неоренессанс, продолжил затем — в стиле конструктивного арт-деко. Специализировался, в основном, в проектировании жилых домов и учреждений медицинского профиля.
Погиб от рук нацистов: в декабре 1941 года расстрелян в Дробицком Яру под Харьковом.

## Известные работы Эстровича
- Доходный дом и отель Ланшина в Александровске, до первой мировой войны;
- Особняк Гольберга на ул. Гольдберговской, 104, 1915 г. (Харьков);
- Жилой дом по пер. Семко, 2, 1915 г. (Харьков);
- Институт медрадиологии на ул. Пушкинской, 82, 1929—1931 гг. (Харьков);
- Институт гигиены труда и профзаболеваний на ул. Тринклера, б, 1936—1938 гг (Харьков);
- Медицинский институт на пр. Науки, 4, 1939 г. (переделан в 1952 г. при восстановлении) (Харьков).